# Anagraphis ochracea
Espèce
Synonymes
- Liocranum ochraceum L. Koch, 1867
- Macedoniella karamani Drensky, 1935
- Talanites pallidus Hadjissarantos, 1940
- Scotina occulta Kritscher, 1996

Anagraphis ochracea est une espèce d'araignées aranéomorphes de la famille des Gnaphosidae.

## Distribution
Cette espèce se rencontre en Grèce, en Turquie en Thrace, en Macédoine du Nord, en Albanie, en Italie et à Malte.
Sa présence en Russie en Ciscaucasie est incertaine.

## Description
La carapace de la femelle holotype mesure 3 mm.

## Systématique et taxinomie
Cette espèce a été décrite sous le protonyme Liocranum ochraceum par L. Koch en 1867. Elle est placée dans le genre Anagraphis par Bosmans en 2014.
Macedoniella karamani et Talanites pallidus ont été placées en synonymie par Bosmans en 2014.
Scotina occulta a été placée en synonymie par Bosselaers en 2024.

## Publication originale
- L. Koch, 1867 : « Zur Arachniden und Myriapoden-Fauna Süd-Europas. » Verhandlungen der Kaiserlich-Königlichen Zoologisch-Botanischen Gesellschaft in Wien, vol. 17, p. 857-900 (texte intégral).